# Taiwanese Raad voor Buitenlandse Handelsbevordering
De Taiwanese Raad voor Buitenlandse Handelsbevordering (Engels: Taiwan External Trade Development Council, afgekort: TAITRA; Chinees: 中華民國對外貿易發展協會 / 中华民国对外贸易发展协会, Zhōnghuá Mínguó Duìwài Màoyì Fāzhǎn Xiéhuì) is een non-profit, door de overheid (mede) gefinancierde, handelsbevorderingsorganisatie in de Republiek China (Taiwan). TAITRA ondersteunt Taiwanese bedrijven en producenten bij het versterken van hun internationale concurrentievermogen en het overwinnen van uitdagingen die zij ondervinden in buitenlandse markten.
De overheidsorganisaties die TAITRA financieren zijn het Bureau van Buitenlandse Handel (Bureau of Foreign Trade - BOFT) en het Ministerie van Economische Zaken van Taiwan (Ministry of Economic Affairs of the Republic of China).
De TAITRA heeft een promotiekantoor in Rotterdam.